# Give Me the Night
Give Me the Night är den femte singeln från albumet Fabricator av BWO.  Den släpptes 2007. 

## Låtlista
1. Radio Edit (3.09)
2. SoundFactory Radio Mix (3.02)
3. Ali Payami Remix (4.18)
4. 2N Productions Extented Mix (4.58)
5. SoundFactory Electric Club Mix (6.47)
6. SoundFactory Dubstrumental (6.47)
7. Credheadz Remix (7.05)

### Fotnoter
1. ↑  ”Svensk mediedatabas”. http://smdb.kb.se/catalog/id/002203211. Läst 26 maj 2011.
2. ↑  ”Svensk mediedatabas”. http://smdb.kb.se/catalog/id/002123786. Läst 26 maj 2011.